# Muirchertach Ua Briain
Muirchertach Mór mac Toirdhleabhach Ua Briain (anglais Murtagh O’Brien) (né en 1050 mort 10 mars 1119) roi de Munster (1086-1114), (1115-1116) et (1118-1119) ; Ard ri Érenn « Ard ri Erenn co fressabra »  c'est-à-dire  « Haut-roi en opposition  » de 1093 à 1119).

## Origine
Muirchertach Ua Briain né en 1050 était le fils de Toirdhleabhach mac Taidgh Ua Briain et de Dearbhforghaill († 1098) fille de Tadg mac Gilla Padraig d' Osraige . Il apparaît dans les Annales pour la première fois en 1075 comme « righdhamhna Munhan » (héritier du royaume de Munster) lors d’un combat à Ardmomann (Comté de Louth) contre les gens d’Argialla et qu’il est défait. La même année il s'empare de Dublin,.

## Conflits initiaux

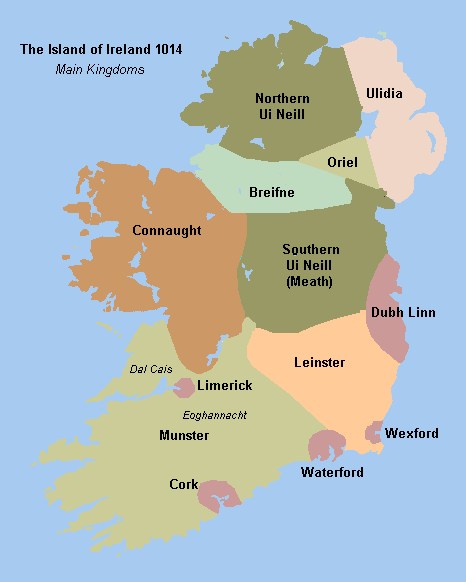
Les principales divisions politiques de l'Irlande restaient semblables sous le règne de Muircheartach Ua Briain

En 1075 son père Toirdelbach Ua Briain, fait du port de Limerick dans l'ouest sa capitale. Toirdelbach comprend qu'une autre approche du problème doit être mise en œuvre. En fin politique, il divise pour régner et tient en échec le Cenél nEógain en appuyant ses rivaux traditionnels d'Ulaid. Il obtient ainsi des succès, mais les événements de 1084 lui montrent la limite de cette stratégie.
Cette année,  le 29 octobre 1084, à la tête des hommes du Leinster d’Osraige et de Munster, Muirchertach repousse une attaque d’Áed mac Airt Uallaig Ua Ruairc, roi du Connacht, à la bataille de Moin Cruinneoige . Parmi les morts se trouve Cennétig Ua Briain, dont le grand-père Donnchad mac Briain avait été chassé du royaume de Munster vingt ans auparavant par Toirdelbach. Cennétig, opposant principal à Toirdelbach, avait été reconnu en 1078 roi de Tulach Óc par le Cenél nEógain, en réponse au soutien de Toirdelbach à l'Ulaid. 
La victoire sur Ua Ruairc était une occasion pour le roi Domnall MacLochlainn du Cenél nEógain de rechercher une entente avec le Connacht. L'ambitieux Domnall va devenir le principal problème de Toirdelbach.
En 1086, après la mort de Toirdelbach,  le royaume de Munster se trouve divisé entre ses trois fils : Muirchertach, son frère Tagd et leur demi-frère Diarmait. Tagd ne survit pas un mois à son père mais Diarmait, qui contrôle déjà Waterford et son arrière-pays, devient un obstacle aux ambitions de Muirchertach dans le sud de l'Irlande.
Muirchertach défait Donnchad, roi de Leinster en 1087, mais deux expéditions navales contre le Connacht échouent et il est même vaincu dans son propre royaume par Ruaidri na Saide Buide Ua Conchobair, roi de Connacht, qui, peu après, incendie Limerick. 
Domnall Ua Lochlainn réagit rapidement, et ses forces combinées avec celles du Connacht marchent contre le Munster détruisant Kincora, la forteresse des Ui Briain. Muirchertach est de plus préoccupé par les événements dans l'est où la prédominance du Munster se délite depuis la mort de Toirdelbach. Une force réunie par Ruaidri Ue Conchobair et Domnal Ua Mail Shechnaill de Mide marche sur le Munster. Il s'agit de la seconde offensive conte le centre du pouvoir de Muirchertach en deux ans. Ce dernier n'a pas d'autre choix que d'accepter les termes de la paix que lui propose Domnall Ua Lochlainn.

## Combat pour le titre d'Ard rí Erenn
En 1092 Ruaidri na Saide Buide Ua Conchobair est aveuglé par Flaithbertach Ua Flaithbertaig. Il s'agit d'un événement qui a des conséquences importantes car Muichertatach décide d'attaquer le Connacht, d'expulser les Ua Conchobair et d'imposer avec Flaithbertach un roi à sa dévotion. 
Avec le Connacht sous son emprise, et le royaume de Mide régit par Domnall mac Flainn Ua Máel Sechlainn, un roi n'appartenant pas aux lignées traditionnelles, le cadre politique de l'Irlande est modifié au bénéfice de Muichertatach.
Ces signes de la montée en puissance des Ua Briain causent un effroi dans le nord. L'inévitable confrontation entre Domanll MacLochlainn et Muirchertatch a lieu à Dublin. En 1094, Domnall MacLochlainn, avec l'appui de l'Ulaid, de Ua Mael Shechnaill, roi de Mide, et le renfort de Godred Crovan, roi de Dublin, inflige une déroute aux forces de Muirchertatch. Les dynastes d'Ulaid, un temps alliés des Ua Briain, se rappellent leur animosité envers le Cenél nEógain et l'alliance de Domnall se dissout.  
Muirchertatch prend alors des mesures de rétorsion contre Dublin et le Mide. Dans le royaume de Mide, Muirchertatch expulse le souverain en place et divise le royaume entre deux rois à sa convenance: Donnchad mac Murchada Ua Mael Sechlainn et Conchobar mac Mael Sechlainn Ua Mael Sechlainn. Cette action est le signe d'une nouvelle conception de la souveraineté qui ne prend plus en compte les droits immémoriaux des dynasties régnantes des royaumes traditionnels. Godred Crovan est banni de Dublin et il meurt en 1095. Les nobles du royaume de l'île de Man envoient une ambassade à Muirchertatch pour lui demander un régent pour le compte de ses enfants mineurs. Muirchertatch s'empresse d'accéder à leur requête et désigne son neveu Domnall mac Tadg Ua Briain, dont la mère Mor était la fille d'un précédent roi des îles Margad Ragnaldson. 
L'apogée du règne de Muirchertach est la conséquence de ses succès. Bien que le roi de Munster n'ait pas obtenu la reconnaissance de suprématie dans le nord, il est considéré comme Roi d'Irlande. Grâce au contrôle de la côte est, il surveille le commerce dans la mer d'Irlande. Dans ce contexte, Muirchertach rebouble ses efforts pour soumettre Domall MacLochlainn.
En 1096, il rebâtit la résidence royale de Ceanncoradh (c'est-à-dire: Kincora) qui était la vieille capitale des Dál gCais. L'année suivante, en 1097, il entreprend une expédition guerrière dans le Louth, mais l’archevêque d’Armagh s’oppose à lui et impose la paix , .
Le pouvoir grandissant de Muirchertach a engendré la méfiance du roi Magnus III de Norvège qui prend la tête d'une première expédition pour défendre ses intérêts dans la région en 1098. À cette époque, les hostilités entre Muirchertach et Domnall sont entrées dans une nouvelle phase. Muicherteach mène en 1097 une offensive dans le nord, mais il doit reculer à la suite d'une intervention de l'abbé d'Armagh. En 1101 il traverse l’Erne à Assaroe, marche rapidement vers le nord et prend et détruit Ailech la résidence royale des O'Neill du Nord, en vengeance du sac de Kincora (Ceanncoradh) par Domhnall MacLochlainn. Il ordonne que chacun de ses soldats emporte une pierre de la ville. Il traverse ensuite le Ban à Camus Macosquin et obtient des otages de l’Ulster. Il complète son tour d’Irlande en six semaines en revenant du Nord par l’ancienne route d'Ulster à Tara nommée « Slige Midluachra ». Cette expédition a longtemps été connue sous le nom de « an sloighedh timchill » (c'est-à-dire: le circuit guerrier). Malgré cela il n'obtient pas la soumission de Domnall.
Magnus III de Norvège revient en 1102 à la tête d'une nouvelle expédition. Sa prise de l'île de Man et son contrôle sur Dublin est une menace pour le Munster. Mais Magnus III réalise rapidement qu'il n'a aucun intérêt à s'enfoncer en Irlande et il conclut une alliance avec Muircherteach, qui est matérialisée par l'union de son jeune fils Sigurd avec Biadmaine, une fille de Muirchertach. Les deux rois décident enfin de coordonner leurs campagnes de l'année suivante dans le nord.  
En 1103, les forces de Muirchertatch et celles de Donnall se font face pendant une semaine. Et pendant que Muirchertach divise son armée en trois parties, autorisant les « Hommes de Desmond » à repartir, pendant qu'il pille le Dál Araide avec son contingent, peut-être pour le faire réagir, Domnall défait le reste de l'armée, composé par des hommes d'Osraige et du Leinster lors de la bataille de Mag Coba. 
Magnus III est de son côté tué lors d'une obscure escarmouche en Ulaid. Cette campagne des premières années du nouveau siècle met fin à l'ambition de Muirchertach d'imposer son autorité sur l'ensemble de l'Irlande.

## Roi de Dublin, et suzerain de l'île de Man
En 1075, mettant à profit la mort du roi Gofraid mac Amlainn meic Ragnaill et celle de Domhnall mac Murchadh, le petit-fils de Diarmait mac Mael na-Bó , Muirchertach Mór mac Toirdhleabhach Ua Briain s'empare du royaume de Dublin .Il le conservera pratiquement jusqu'à sa mort, même s'il doit l'abandonner provisoirement à Donnchad mac Domnall Remar, roi de Leinster († 1089) puis à Godred Crovan, roi de Ile de Man, expulsé en 1094 et enfin à son allié Magnus III de Norvège. Après la mort en juillet 1103 du Roi Magnus III lors d’un combat en Ulster et le retour de son fils et héritier Sigurd Ier en Norvège à l’automne de la même année, la situation dans le royaume de l’Ile de Man et des Hébrides demeure par contre assez confuse.   
L’héritier du trône de l'Ile de Man,  le jeune Olaf,  dernier fils de Godred Crovan, né vers 1085/1086, était jugé trop jeune pour assumer son héritage. Il semble que l’allié de Magnus III l’Ard ri Erenn  et roi de Munster  Muirchertach Mór mac Toirdhleabhach Ua Briain, qui exerçait de nouveau sa souveraineté sur le royaume scandinave de Dublin depuis la disparition de Magnus, étendit son autorité sur le royaume de l'île de Man. Il y délégua comme représentant son neveu et roi associé Domnall mac Tadg Ua Briain. 
Les représentants de la dynastie de Munster durent faire face à Dublin et dans le royaume de Man à leur rivaux les Mac Murchada de Leinster qui mettaient en avant leurs anciens "droits" sur ces territoires en la personne de Donnchadh mac Murchada mac Diarmata.
En 1115, les disparitions simultanées de Donnchadh mac Murchada mac Diarmata et de Domnall mac Tadg  permirent à Olaf Ier de Man de recouvrer son héritage familial et de commencer le règne de 40 ans que lui attribuent les Chroniques de Man.
Le contrôle de Dublin incite Muichertach à intervenir à l'est de la mer d'Irlande et Ua Briain est entrainé à s'impliquer dans la politique du Pays de Galles. Une succession de rois et de prétendants gallois dont Rhys ap Tewdwr, roi de Deheubarth, son fils Gruffydd ap Rhys  (qui demeure sous la protection de Muichertach en Irlande), Cadwgan ap Bleddyn roi de Powys et son fils Owain ap Cadwgan cherchent l'appui du Munster et se réfugient en Irlande, lorsqu'ils sont chassés. Gruffudd ap Cynan, né à Dublin et qui en part en 1075 pendant le règne de Muirchertach. Il réussit à obtenir le contrôle du royaume de Gwynedd avec l'aide d'une flotte de Waterford. 
Même les barons normands implantés au pays de Galles recherchent son alliance. Robert II de Bellême comte de Shrewsbury lui dépêche Gérald de Windsor lors de son conflit avec le roi Henri II d'Angleterre. Aucun accord n'est conclu, mais un frère de Robert, Arnoul de Montgommery épouse Lafracoth, une autre fille de Muirchertach. Il demeure une lettre de Muircertach à l'archevêque de Cantorbéry, Anselme, lui demandant d'intervenir auprès du roi Henri II, en faveur de son gendre Arnoul, après la chute de Robert de Bellême.

## Relations avec l'église
Le règne de Muirchertach correspond également à la mise en œuvre de la réforme grégorienne de l'église dans le cadre du synode de Cashel (1101) où d'importantes mesures sont adoptées pour libérer l'église du contrôle des laïcs et du synode de Ráth Breasail (1111), qui crée une division diocésaine du pays, sur la base de deux archidiocèses Armagh et Cashel. À ces occasions, Muirchertach établit la résidence du roi de Munster sur le rocher de Cashel, où il réaménage certains sanctuaires. Il s'agit bien entendu d'un symbole, les Ua Briain s'appropriant ainsi Cashel, la capitale de l'ancienne dynastie des Eóganachta, qu'ils avaient supplanté. 
Muirchertach est probablement intervenu dans la désignation de prélats connus pour leur zèle réformateur; Domnall Ua hÉnna I à Killaloe († 1er décembre 1098) et Mael Muire Ua Dunain « éminent évêque de Munster » et sans doute aussi en 1085 à Dublin de Donngus († 22 novembre 1095)  et de son successeur le 27 avril 1096, Samuel Ua hAingli († septembre 1121). le nom du roi apparaît dans une lettre d'Anselme d'Aoste archevêque de Cantorbéry demandant la consécration de Mael Ísu Ua hAinmire (dit Malchus) comme premier évêque de Waterford en 1096. En 1111 Mael Ísu († 1135) devindra archevêque de Cashel. Muirchertach est aussi intervenu dans la nomination en 1106 de Gilli ou Gilla Espaic (dit Gilbertus) († 1145), le  premier évêque de Limerick et dans la consécration au Munster en 1106 de Cellach mac Aeda meic Mael Isu (dit Celsus) († 1er avril 1129) comme archevêque d'Armagh.

## Fin de règne
En 1104 il pille Magh Murtheimlne, en 1105 le Mide en 1109 Breifne et enfin Clonmacnoise une seconde fois en 1111. En 1113 il combat avec Donnchad mac Duinn Sléibe  roi d’Ulaid contre le Cenél nEógain, le Cenél Conaill et l’Airgíalla mais il est défait.
La puissance de Muirchertach Ua Briain entre en déclin lorsqu'il tombe gravement malade en 1114 Domnall MacLochlainn et Toirdelbach Ua Conchobair de Connacht se mettent à la tête du grande armée et attaque le Munster. Cependant les alliés se querellent et Domnall doit conclure une trêve d'un an. Muirchertach doit aussi faire face à une contestation interne de son propre demi-frère Diarmait qui le dépose. Il retrouve la santé l'année suivante et emprisonne Diarmait à Limerick avant de marcher sur le Leinster et sur le royaume de Mide. En 1118 Diarmait meurt à Cork et Ua Conchobair entre avec sa puissance armée au Munster et afin d'affaiblir définitivement la puissance du royaume il le divise entre Tadg mac Muiredaig meic Cárthaig et les fils de Diarmait. Les fils de Muirchertach  dont Domnall né de son union avec Derbfhrgaill fille de Ua Laidenen roi d'Argialla sont exclus de la royauté. Muirchertach  décide alors en 1116 de se retirer comme pénitent dans un monastère à Lismore dans l'actuel comté de Waterford  où il meurt vraisemblablement de consomption pulmonaire en mars 1119,.

## Union et descendance
Le nom de son épouse était Derbfhrgaill (morte en 1086), fille de Ua Laidenen roi d'Argialla. Il laisse plusieurs enfants 
- Mór († 1137[25]) épouse de Murchad mac Domnaill Ua Máelseachnaill, roi de Mide.
- Domnall † 1135 sous l'habit religieux[26]qui pas plus que ses descendants ne peut s’imposer comme roi de Munster face aux fils de Diarmait Ua Briain.
- Mathghamhain, mort en 1129 [27]
- Biadmuin épouse Sigurd qui l'abandonne lorsqu'il retourne dans son pays après la mort de son père Magnus tué en Ulaid.
- Lafracoth épouse Arnoul de Montgommery

## Sources
- Francis J.Byrne Irish Kings and High-Kings, Courts Press History Classics Dublin (2001)  (ISBN 1 851 82 1961)
- Francis J. Byrne,  (2005), « Ireland and her neighbours, c.1014–c.1072 », dans Ó Cróinín, Dáibhí, Prehistoric and Early Ireland, A New History of Ireland, I, Oxford: Oxford University Press, p. 862–898,  (ISBN 0-19-922665-2)
- Colman Etchingham, (2007), « Viking age Gwynedd and Ireland: political relations », in Jankulak, Karen; Wooding, Jonathan M., Ireland and Wales in the Middle Ages, Dublin: Four Courts Press, p. 149–167,  (ISBN 978-1-85182-748-0)
- Marie Therese  Flannagan, (2005), « High-kings with opposition, 1072–1166 », dans  Ó Cróinín, Dáibhí, Prehistoric and Early Ireland, A New History of Ireland, I, Oxford: Oxford University Press, p. 899–933.
- Marie Therese Flanagan, ; Harrison, B. (2004), Ua Lochlainn, Domnall, Oxford Dictionary of National Biography,
- Patrick C. Baffin (2002), The Mac Lochlainn High-Kingship in Late Pre-Norman Ireland, Unpublished M. Phil. thesis, Trinity College Dublin,
- Benjamin  Hudson, (2004), Diarmait mac Máel na mBó (d. 1072), Oxford Dictionary of National Biography, Oxford: Oxford University Press.
- Benjamin Hudson, Benjamin (2005), Viking Pirates and Christian Princes: Dynasty, Religion and Empire in the North Atlantic, Oxford: Oxford University Press,  (ISBN 0-19-516237-4)
- James Lydon, (2003), The Lordship of Ireland in the Middle Ages (2nd ed.), Dublin: Four Courts Press,  (ISBN 1-85182-737-4)
- Dáibhí Ó Cróinín, (1995), Early Medieval Ireland: 400–1200, London: Longman,  (ISBN 0-582-01565-0)
- (en) Donnchadh Ó Corráin, Ireland before the Normans, Dublin, Gill & Macmillan, 1972, 210 p., p. 142-150 The Reign of Muirchertach O Brien (1086-1119)
- Rosemary Power,  (2005), « Meeting in Norway: Norse-Gaelic relations in the kingdom of Man and the Isles, 1090–1272 », Saga-Book (London: Viking Society for Northern Research) XXIX: 5–66, ISSN 0305-9219
- Katherine Simms,(2004), « Ua Conchobair, Toirdelbach Mór (1088–1156) [Turlough the Great O'Connor] (1088–1156) »" Oxford Dictionary of National Biography, Oxford: Oxford University Press.